# David von Winkelsheim
David von Winkelsheim * vor 1460 wohl auf dem Schloss Girsberg; † 11. November 1526 in Radolfzell, war letzter Abt im Kloster St. Georgen in Stein am Rhein. Sein grösstes Verdienst besteht in der baulichen Vollendung des Klosters, das er mit hervorragendem Schnitzwerk und prachtvollen Malereien wohl hauptsächlich von Thomas Schmid und Ambrosius Holbein  ausschmücken liess.

## Leben und Werk

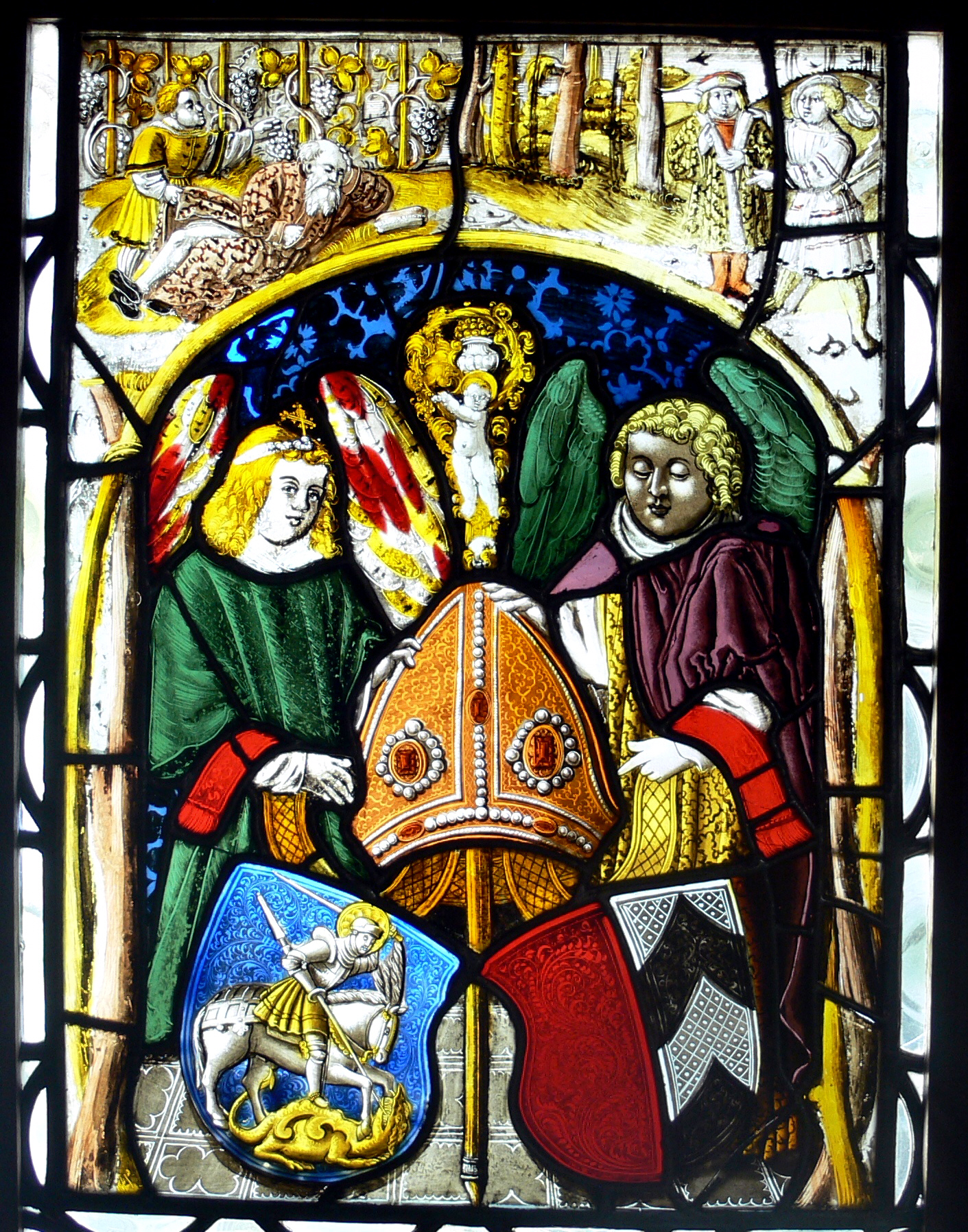
Wappenscheibe im Museum zu Allerheiligen

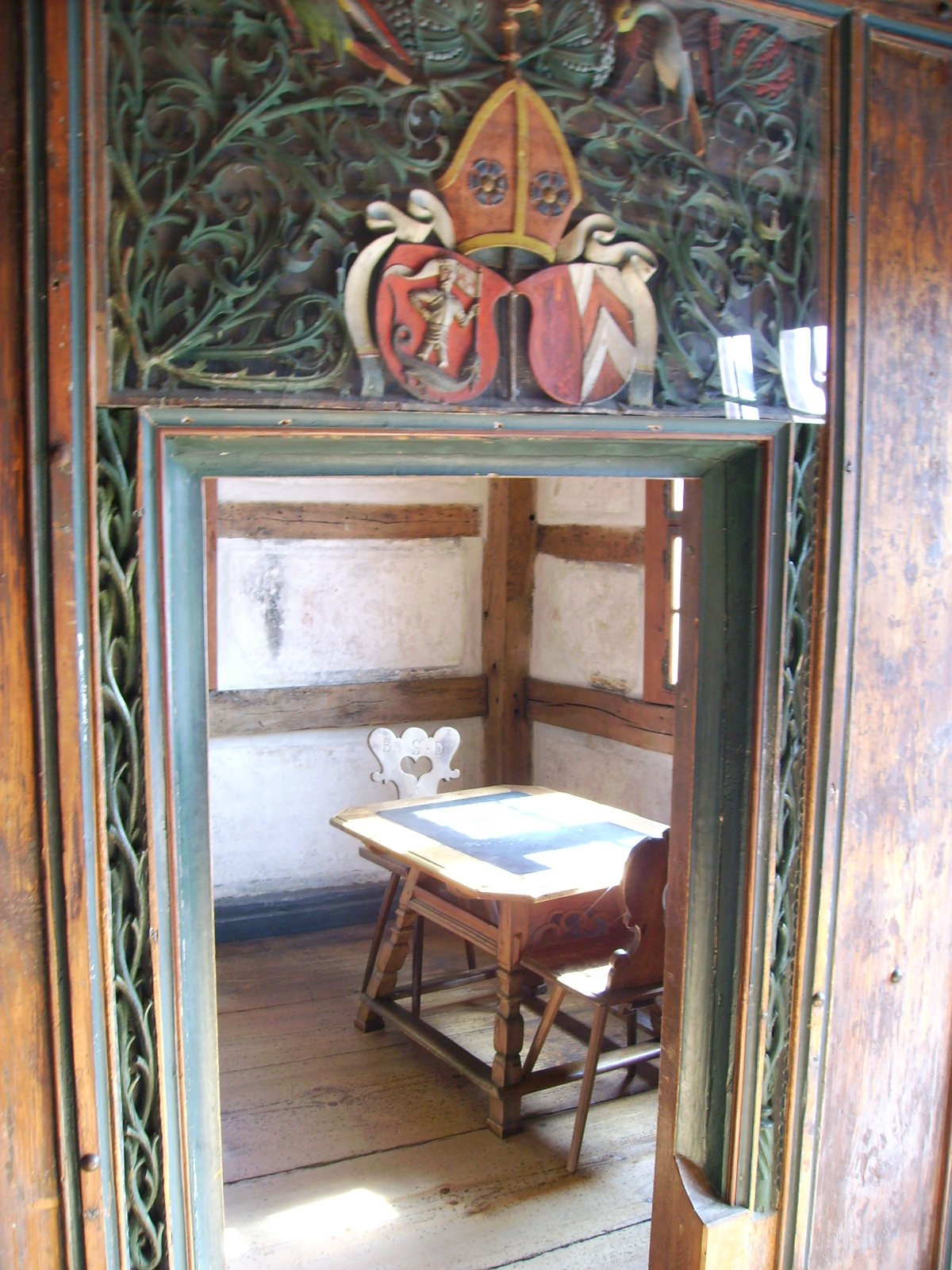
Abtsstube im Kloster St. Georgen in Stein am Rhein

Sein Vater war Hans von Winkelsheim (oder im Winkel) aus Schaffhausen, seine Mutter Verena von Gachnang. Er wurde Mönch im St. Georgenkloster des benachbarten Städtchens Stein am Rhein und zu dessen Abt erwählt im Jahre 1499. Als solcher verfocht er eifrig die Rechte seiner von dem schwäbischen Herrscherhause begründeten, später den Herzögen von Österreich, dann dem Stande Zürich schutzbefohlenen Stiftung sowohl gegen die Bürger von Stein, die seine Befugnisse in Stadt und Umgebung, als gegen die von Konstanz und Diessenhofen, die seine Fischereigerechtigkeiten im Rhein bestritten. Ungefähr von 1505 bis 1516 entfaltete er eine eifrige Bautätigkeit. Unter Winkelsheim wurde der ganze Südflügel der Klosteranlage, die Abtswohnung, deren Eingangstür die Jahrzahl 1506 trägt, neu erstellt oder wenigstens umgebaut, dazu der Kreuzgang, die Leutpriesterei, das Gasthaus erneuert und vermutlich auch das (jetzt verschwundene) Chorgestühl der Klosterkirche angefertigt. Zum Abschluss der ganzen Bauperiode (1516) liess er sich von geistlichen und weltlichen Nachbarn Wappenscheiben stiften, die teilweise als Besitz der Stadt Stein erhalten sind; eine entsprechende Scheibe mit seinem Wappen befindet sich im Museum Allerheiligen in Schaffhausen, ein prächtiges Schenkgestell aus seiner Zeit im Musée de Cluny zu Paris.

## Flucht
Abt David erfreute sich seiner schönen Schöpfung nicht lange. Anfänglich der Reformation nicht feindlich gesinnt und mit Zwingli verkehrend, kam er bald in Gegensatz zu den neuen revolutionären Bestrebungen. Ein Streit mit der reformatorisch gesinnten Stadt wegen Besetzung der Leutkirche (1523/24), sowie die Folgen des Sturmes der Steiner auf das Kloster Ittingen (1524) machten ihm seine Stellung unleidlich. Am 5. Juli 1525 wurde sein Kloster von der Obrigkeit in Zürich aufgehoben; er selbst erhielt eine bescheidene Wohnung im Kloster samt einer jährlichen Aussteuer. Aber da man dem Vertrag mit ihm nicht vollständig nachkam, ihm das Geld, womit er sein Geburtshaus Girsberg zu kaufen gedachte, vorenthielt und ihn schliesslich im Kloster streng bewachen liess, entzog er sich dem geschlossenen Abkommen, indem er am 29. Oktober 1525 nächtlicherweile nach Radolfzell entfloh und sich dort unter Anrufung fremder Hilfe neuerdings zum Abt aufwarf. Aber schon nach einem Jahre, das durch einen von ihm und seinem Bruder Wolf geführten kleinen Krieg um die Klostergefälle, sowie durch vielfache Unterhandlungen mit der Zürcher Regierung ausgefüllt war, starb Abt David an einem Anfall von Halsbräune am 11. November 1526 in Radolfzell, wo ihm in der Stadtkirche eine schöne Messingplatte als Grabmal errichtet wurde.